# Ornelugt
Ornelugt er en ubehagelig lugt eller smag, der ofte bemærkes i forbindelse med tilberedning eller spisning af svinekød eller svinekødsprodukter fra hangrise, som ikke blev kastrerede som pattegrise.
Undersøgelser har vist at mange forbrugere er følsomme over for ornelugt, og det er derfor nødvendigt for svineproducenter at kontrollere ornelugten. Det tyder på at kvinder er mere følsomme end mænd, og at nogle etniske grupper er mere følsomme end andre. Der er i de fleste lande nedlagt forbud mod kød med ornelugt.

## Kontrol af ornelugt
Landmænd har i flere hundrede år kastreret grise for at undgå ornelugt. Denne praksis består i, at pattegrise kastreres mellem 2. og 7. levedøgn. I nogle lande som Holland, Schweiz og Norge er det blevet mere og mere udbredt at hel bedøve eller give lokalbedøvelse for at reducere smerter og stress ved kastration . Reglerne er forskellige fra land til land. Kastration med og uden bedøvelse har i de senere år været udsat for kritik fra flere dyreværnsforeninger.
I nogle lande som Australien slagtes grisene i en tidligere alder. Det er fordi, de to naturlige stoffer, der giver ornelugt, androstenon og skatol, først akkumuleres i spækket på orner. Man kan derfor ved at slagte hangrise tidligt forbygge ornelugten.
En alternativ metode til kontrol af ornelugt er at vælge pattegrisens køn før fødslen for kun at fremavle hungrise. Dette gøres ved kønssortering af sæd og kunstig befrugtning. Det har der været positive resultater med i kvægavlen, men der forskes stadig i teknikken og der findes p.t. ingen teknisk eller økonomisk løsning i svineproduktionen.
Opdræt af grise med "mindre lugtgener" er også blevet testet, men uden den store succes. Sugar Mountain Farm er en svineproducent, der mener, at dette er muligt gennem ændringer i opdræt og foder. En af fordelene ved hangrise er, at de har en bedre kødprocent og vokser omkring 10 % hurtigere end en galt (kastreret hangris) og gylt (hungris) og derved giver bedre foderudnyttelse.

## Årsager
Ornelugt skyldes akkumuleringen af androstenon og skatol i spækket på hangrise.
Androstenon (et mandligt feromon) dannes i testiklerne hos hangrise i takt med deres stigende kønsmodenhed, mens skatol (et biprodukt, der dannes i grisenes tarmflora eller den bakterielle omsætning af aminosyren tryptofan) produceres hos både han- og hungrise. Niveauerne er dog langt højere hos ikke-kastrerede hangrise, da kønshormonerne reducerer leverens evne til at udskille stoffet skatol, hvorfor skatol ophobes i spækket i stigende grad, når hangrisene nærmer sig kønsmodenhed.
Hangrise producerer disse stoffer naturligt, og efterhånden som de ophobes, vil det kunne lugtes, når kødet tilberedes. 

## Nye metoder
Da kastration i de senere år har været udsat for kritik, søger både producenter og svinebranchen alternativer til kontrol af ornelugt. Vaccination mod ornelugt er en sikker og meget effektiv  metode, der siden 1998 er anvendt i Australien og New Zealand, og som bruger grisens immunforsvar til at kontrollere ornelugten. Brugen af en vaccine er lige så enkel og sikker som fysisk kastration. Den kan injiceres sikkert og muliggør produktionen af svinekød af høj kvalitet, der samtidig er sikker for forbrugeren at spise. 
Vaccinen stimulerer grisens immunforsvar til at danne specifikke antistoffer mod grisens egen GnRF (Gonadotrophin Releasing Factor). Det hæmmer testikelfunktionen og standser produktionen og akkumuleringen af stoffer, der giver ornelugt.
Ved at stimulere produktionen af antistoffer, der er specifikke for GnRF, stopper vaccinen en reaktionskæde, der fører til udskillelse af testosteron og andre mandlige kønshormoner, herunder androstenon, én af de to årsager til ornelugt. Det andet stof, der forårsager ornelugt, nemlig skatol, elimineres også, da de lavere hormonniveauer muliggør, at det frit kan udskilles via leveren.
Grisen skal vaccineres to gange for at opnå den ønskede virkning. Tidspunktet for den første vaccination er relativt fleksibelt, men der skal gå mindst fire uger mellem dem, og den anden injektion skal finde sted fire til seks uger før slagtning. Efter anden dosis standser hangrisens testikler deres vækst. .
Vaccinen er en mere dyrevenlig og miljøbæredygtig løsning mod ornelugt, der giver fordele ved naturlig svinevækst, som fx bedre foderudnyttelse og højere kødprocent, mens spisekvaliteten bevares. 